# Puchar Świata w skokach narciarskich w Titisee-Neustadt
Puchar Świata w skokach narciarskich w Titisee-Neustadt – zawody w skokach narciarskich, przeprowadzane w ramach Pucharu Świata w skokach narciarskich od sezonu 2001/2002. Areną zmagań jest największa naturalna skocznia w Niemczech – Hochfirstschanze – w Titisee-Neustadt. 

## Historia
Triumfatorem pierwszego konkursu został Adam Małysz. Dzień później zwyciężył, ustanawiając w kwalifikacjach poprzedzających zawody rekord obiektu (145,0 m), Sven Hannawald. 
Kolejne zawody odbyły się w sezonie 2002/2003, w grudniu. Oba konkursy zakończyły się sukcesem Martina Höllwartha. 
W sezonie 2003/2004 zorganizowano tylko jeden konkurs. Sobotnie zawody zostały odwołane z powodu zbyt silnych podmuchów wiatru. Początkowo planowano rozegrać dwa konkursy w niedzielę, ale ostatecznie udało się zorganizować tylko jeden (jednoseryjny). Zwycięzcą został Tami Kiuru. 
W sezonie 2004/2005 pucharowe konkursy – na wniosek organizatorów – odbyły się w styczniu. W poprzednich latach, gdy zawody rozgrywano w grudniu, zmagano się z niedostatkiem śniegu, który trzeba było zwozić z wyższych partii Alp. Było to przedsięwzięcie dość kosztowne i czasochłonne. Dwa pucharowe konkursy na Hochfirstschanze zakończyły się zwycięstwami kolejno Janne Ahonena i Jakuba Jandy. 
Następne zawody rozegrano w sezonie 2006/2007, na początku lutego. Zakończyły się one podwójnym triumfem Adama Małysza. W pierwszym konkursie Małysz wyrównał rekord skoczni. 
Kolejne zawody – po prawie siedmioletniej przerwie – rozegrano w sezonie 2013/2014. 14 grudnia 2013 konkurs wygrał Thomas Morgenstern. Dzień później triumfował Kamil Stoch. W zawodach Pucharu Świata, które odbyły się 7 i 8 lutego 2015 i zastąpiły odwołane konkursy w Libercu triumfowali Severin Freund i Anders Fannemel. W sezonie 2015/2016 Titisee-Neustadt organizowało konkursy PŚ w przedostatni weekend sezonu. W konkursie rozegranym 12 marca 2016 zwyciężył po raz pierwszy w karierze w zawodach z tego cyklu Johann André Forfang. Dzień wcześniej Domen Prevc ustanowił nowy rekord skoczni (148 metrów). Ze względu na niekorzystne warunki atmosferyczne odwołano drugi konkurs, zaplanowany na 13 marca 2016. Kolejne zawody PŚ rozegrano 9 i 10 grudnia 2017. W konkursie drużynowym wygrała Norwegia, a indywidualnie zwyciężył Richard Freitag.
W sezonie 2019/2020 Pucharu Świata w ramach zawodów rozegrany został turniej Titisee-Neustadt Five. Jego klasyfikację utworzono poprzez zsumowanie wyników uzyskanych przez zawodników w kwalifikacjach (rozgrywanych raz w czasie weekendu) oraz dwóch konkursach indywidualnych. Zwycięzca, którym został Ryōyū Kobayashi, otrzymał nagrodę w wysokości 25 tysięcy euro. Kolejne miejsca w klasyfikacji zajęli Dawid Kubacki i Stephan Leyhe. W kolejnym sezonie Puchar Świata w Titisee-Neustadt odbył się bez organizowania tego typu turnieju. 

## Podium poszczególnych konkursów PŚ w Titisee-Neustadt

### Mężczyźni
| Lp  | Data             | Skocznia         | K/HS  | Uwagi        | 1. miejsce                                                                                    | 2. miejsce                                                                                      | 3. miejsce                                                                           |
| --- | ---------------- | ---------------- | ----- | ------------ | --------------------------------------------------------------------------------------------- | ----------------------------------------------------------------------------------------------- | ------------------------------------------------------------------------------------ |
| 1.  | 1 grudnia 2001   | Hochfirstschanze | K120  | —            | Adam Małysz                                                                                   | Martin Schmitt                                                                                  | Stefan Hocke                                                                         |
| 2.  | 2 grudnia 2001   | Hochfirstschanze | K120  | —            | Sven Hannawald                                                                                | Adam Małysz                                                                                     | Martin Höllwarth                                                                     |
| 3.  | 14 grudnia 2002  | Hochfirstschanze | K120  | —            | Martin Höllwarth                                                                              | Sigurd Pettersen                                                                                | Adam Małysz                                                                          |
| 4.  | 15 grudnia 2002  | Hochfirstschanze | K120  | —            | Martin Höllwarth                                                                              | Andreas Goldberger                                                                              | Andreas Kofler                                                                       |
|     | 13 grudnia 2003  | Hochfirstschanze | K120  | [ b ]        | odwołany                                                                                      | odwołany                                                                                        | odwołany                                                                             |
|     | 14 grudnia 2003  | Hochfirstschanze | K120  | [ c ]        | odwołany                                                                                      | odwołany                                                                                        | odwołany                                                                             |
| 5.  | 14 grudnia 2003  | Hochfirstschanze | K120  | [ d ]        | Tami Kiuru                                                                                    | Andreas Widhölzl                                                                                | Janne Ahonen                                                                         |
| 6.  | 22 stycznia 2005 | Hochfirstschanze | HS142 | —            | Janne Ahonen                                                                                  | Jakub Janda                                                                                     | Thomas Morgenstern                                                                   |
| 7.  | 23 stycznia 2005 | Hochfirstschanze | HS142 | —            | Jakub Janda                                                                                   | Adam Małysz                                                                                     | Risto Jussilainen                                                                    |
| 8.  | 3 lutego 2007    | Hochfirstschanze | HS142 | nocny        | Adam Małysz                                                                                   | Andreas Kofler                                                                                  | Anders Jacobsen                                                                      |
| 9.  | 4 lutego 2007    | Hochfirstschanze | HS142 | nocny        | Adam Małysz                                                                                   | Gregor Schlierenzauer                                                                           | Dmitrij Wasiljew                                                                     |
| 10. | 14 grudnia 2013  | Hochfirstschanze | HS142 | —            | Thomas Morgenstern                                                                            | Kamil Stoch                                                                                     | Simon Ammann                                                                         |
| 11. | 15 grudnia 2013  | Hochfirstschanze | HS142 | —            | Kamil Stoch                                                                                   | Simon Ammann                                                                                    | Noriaki Kasai                                                                        |
| 12. | 7 lutego 2015    | Hochfirstschanze | HS142 | nocny        | Severin Freund                                                                                | Stefan Kraft                                                                                    | Peter Prevc                                                                          |
| 13. | 8 lutego 2015    | Hochfirstschanze | HS142 | nocny        | Anders Fannemel                                                                               | Kamil Stoch                                                                                     | Roman Koudelka                                                                       |
| 14. | 12 marca 2016    | Hochfirstschanze | HS142 | —            | Johann André Forfang                                                                          | Peter Prevc                                                                                     | Kenneth Gangnes                                                                      |
|     | 13 marca 2016    | Hochfirstschanze | HS142 | [ b ]        | odwołany                                                                                      | odwołany                                                                                        | odwołany                                                                             |
| 15. | 9 grudnia 2017   | Hochfirstschanze | HS142 | nocny, druż. | Norwegia 1. Robert Johansson 2. Daniel-André Tande 3. Anders Fannemel 4. Johann André Forfang | Polska 1. Piotr Żyła 2. Maciej Kot 3. Dawid Kubacki 4. Kamil Stoch                              | Niemcy 1. Markus Eisenbichler 2. Karl Geiger 3. Andreas Wellinger 4. Richard Freitag |
| 16. | 10 grudnia 2017  | Hochfirstschanze | HS142 | nocny        | Richard Freitag                                                                               | Andreas Wellinger                                                                               | Daniel-André Tande                                                                   |
|     | 8 grudnia 2018   | Hochfirstschanze | HS142 | nocny, druż. | odwołany                                                                                      | odwołany                                                                                        | odwołany                                                                             |
|     | 9 grudnia 2018   | Hochfirstschanze | HS142 | nocny        | odwołany                                                                                      | odwołany                                                                                        | odwołany                                                                             |
| 17. | 18 stycznia 2020 | Hochfirstschanze | HS142 | T-NF, nocny  | Dawid Kubacki                                                                                 | Stefan Kraft                                                                                    | Ryōyū Kobayashi                                                                      |
| 18. | 19 stycznia 2020 | Hochfirstschanze | HS142 | T-NF, nocny  | Dawid Kubacki                                                                                 | Ryōyū Kobayashi                                                                                 | Timi Zajc                                                                            |
| 19. | 9 stycznia 2021  | Hochfirstschanze | HS142 | nocny        | Kamil Stoch                                                                                   | Halvor Egner Granerud                                                                           | Piotr Żyła                                                                           |
| 20. | 10 stycznia 2021 | Hochfirstschanze | HS142 | nocny        | Halvor Egner Granerud                                                                         | Daniel-André Tande                                                                              | Stefan Kraft                                                                         |
| 21. | 22 stycznia 2022 | Hochfirstschanze | HS142 | nocny        | Karl Geiger                                                                                   | Anže Lanišek                                                                                    | Markus Eisenbichler                                                                  |
| 22. | 23 stycznia 2022 | Hochfirstschanze | HS142 | nocny        | Karl Geiger                                                                                   | Anže Lanišek                                                                                    | Markus Eisenbichler                                                                  |
| 23. | 9 grudnia 2022   | Hochfirstschanze | HS142 | —            | Anže Lanišek                                                                                  | Dawid Kubacki                                                                                   | Karl Geiger                                                                          |
| 24. | 10 grudnia 2022  | Hochfirstschanze | HS142 | mikst        | Austria 1. Marita Kramer 2. Michael Hayböck 3. Eva Pinkelnig 4. Stefan Kraft                  | Norwegia 1. Anna Odine Strøm 2. Bendik Jakobsen Heggli 3. Silje Opseth 4. Halvor Egner Granerud | Niemcy 1. Selina Freitag 2. Constantin Schmid 3. Katharina Althaus 4. Karl Geiger    |
| 25. | 11 grudnia 2022  | Hochfirstschanze | HS142 | nocny        | Dawid Kubacki                                                                                 | Anže Lanišek                                                                                    | Stefan Kraft                                                                         |
| 26. | 13 grudnia 2024  | Hochfirstschanze | HS142 | duety, nocny | Niemcy 1. Andreas Wellinger 2. Pius Paschke                                                   | Austria 1. Daniel Tschofenig 2. Jan Hörl                                                        | Norwegia 1. Halvor Egner Granerud 2. Kristoffer Eriksen Sundal                       |
| 27. | 14 grudnia 2024  | Hochfirstschanze | HS142 | nocny        | Pius Paschke                                                                                  | Gregor Deschwanden                                                                              | Daniel Tschofenig                                                                    |
| 28. | 15 grudnia 2024  | Hochfirstschanze | HS142 | nocny        | Pius Paschke                                                                                  | Michael Hayböck                                                                                 | Kristoffer Eriksen Sundal                                                            |

### Kobiety
| Lp | Data             | Skocznia         | HS    | Uwagi | 1. miejsce                                                                   | 2. miejsce                                                                                      | 3. miejsce                                                                        |
| -- | ---------------- | ---------------- | ----- | ----- | ---------------------------------------------------------------------------- | ----------------------------------------------------------------------------------------------- | --------------------------------------------------------------------------------- |
|    | 8 grudnia 2018   | Hochfirstschanze | HS142 | mikst | odwołany                                                                     | odwołany                                                                                        | odwołany                                                                          |
|    | 9 grudnia 2018   | Hochfirstschanze | HS142 | —     | odwołany                                                                     | odwołany                                                                                        | odwołany                                                                          |
| 1. | 30 stycznia 2021 | Hochfirstschanze | HS142 | —     | Marita Kramer                                                                | Silje Opseth                                                                                    | Ema Klinec                                                                        |
| 2. | 31 stycznia 2021 | Hochfirstschanze | HS142 | —     | Marita Kramer                                                                | Sara Takanashi                                                                                  | Silje Opseth                                                                      |
| 3. | 10 grudnia 2022  | Hochfirstschanze | HS142 | mikst | Austria 1. Marita Kramer 2. Michael Hayböck 3. Eva Pinkelnig 4. Stefan Kraft | Norwegia 1. Anna Odine Strøm 2. Bendik Jakobsen Heggli 3. Silje Opseth 4. Halvor Egner Granerud | Niemcy 1. Selina Freitag 2. Constantin Schmid 3. Katharina Althaus 4. Karl Geiger |
| 4. | 11 grudnia 2022  | Hochfirstschanze | HS142 | —     | Katharina Althaus                                                            | Silje Opseth                                                                                    | Urša Bogataj                                                                      |

## Najwięcej razy na podium w konkursach indywidualnych
Uwzględnieni zawodnicy, którzy zdobyli minimum 2 miejsca na podium (stan na 11 grudnia 2022)
| Miejsce | Zawodnik              | Zwycięstwa | 2. miejsca | 3. miejsca | Razem |
| ------- | --------------------- | ---------- | ---------- | ---------- | ----- |
| 1.      | Adam Małysz           | 3          | 2          | 1          | 6     |
| 2.      | Dawid Kubacki         | 3          | 1          | 0          | 4     |
| 3.      | Kamil Stoch           | 2          | 2          | 0          | 4     |
| 4.      | Karl Geiger           | 2          | 0          | 1          | 3     |
| 4.      | Martin Höllwarth      | 2          | 0          | 1          | 3     |
| 6.      | Anže Lanišek          | 1          | 3          | 0          | 4     |
| 7.      | Jakub Janda           | 1          | 1          | 0          | 2     |
| 7.      | Halvor Egner Granerud | 1          | 1          | 0          | 2     |
| 9.      | Janne Ahonen          | 1          | 0          | 1          | 2     |
| 9.      | Thomas Morgenstern    | 1          | 0          | 1          | 2     |
| 11.     | Stefan Kraft          | 0          | 2          | 2          | 4     |
| 12.     | Andreas Kofler        | 0          | 1          | 1          | 2     |
| 12.     | Simon Ammann          | 0          | 1          | 1          | 2     |
| 12.     | Peter Prevc           | 0          | 1          | 1          | 2     |
| 12.     | Ryōyū Kobayashi       | 0          | 1          | 1          | 2     |
| 12.     | Daniel-André Tande    | 0          | 1          | 1          | 2     |
| 17.     | Markus Eisenbichler   | 0          | 0          | 2          | 2     |

## Najwięcej razy na podium według państw
Stan na 15 grudnia 2024
| Miejsce | Państwo    | Zwycięstwa | 2. miejsca | 3. miejsca | Razem |
| ------- | ---------- | ---------- | ---------- | ---------- | ----- |
| 1.      | Polska     | 8          | 6          | 2          | 16    |
| 2.      | Niemcy     | 8          | 2          | 6          | 16    |
| 3.      | Austria    | 4          | 8          | 6          | 18    |
| 4.      | Norwegia   | 4          | 4          | 5          | 13    |
| 5.      | Finlandia  | 2          | 0          | 2          | 4     |
| 6.      | Słowenia   | 1          | 4          | 2          | 7     |
| 7.      | Czechy     | 1          | 1          | 1          | 3     |
| 8.      | Szwajcaria | 0          | 2          | 1          | 3     |
| 9.      | Japonia    | 0          | 1          | 2          | 3     |
| 10.     | Rosja      | 0          | 0          | 1          | 1     |